# سن ضارب
سن ضارب (نام علمی: Reduviidae) نام یک تیره از راسته نیم‌بالان است.